# صاریغ کوتوله
کوتوله‌صاریغان (نام علمی: Burramyidae) تیره‌ای از صاریغ‌های استرالیایی است. این کیسه‌داران ۵ گونه هستند که در ۲ سرده طبقه‌بندی شده‌اند. آن‌ها بومی استرالیا و تاسمانی هستند ولی یک گونه از آن‌ها در پاپوآ گینه نو و اندونزی نیز یافت می‌شود.
طول سر و بدن این جانوران میان ۱۲۰–۶۰ سانتی‌متر است و طول دمشان به ۱۷۵–۷۰ سانتی‌متر می‌رسد.

## گونه‌ها
- تیره کوتوله‌صاریغان: صاریغ‌های کوتوله
  - سرده کوتوله‌صاریغ‌ها
    - صاریغ کوتوله کوهی، B. parvus
    - †Burramys wakefieldi
    - †Burramys tridactylus
    - †Burramys brutyi

  - سرده خوابالوصاریغ‌ها
    - صاریغ کوتوله دم‌دراز، C. caudatus
    - صاریغ کوتوله غربی، C. concinnus
    - صاریغ کوتوله تاسمانی، C. lepidus
    - صاریغ کوتوله شرقی، C. nanus

† = گونه‌های منقرض